# Sybra albopunctata
Sybra albopunctata là một loài bọ cánh cứng trong họ Cerambycidae.